# Vick Debergh
Vick Debergh, pseudoniem van Patrick Vandebergh (Heerlen, 8 juli 1972) is een Nederlands striptekenaar. 
Hij werkt als freelance illustrator in opdracht voor bedrijven en organisaties voor het visueel ondersteunen van communicatie met gebruik van cartoons en getekende verslaglegging.  Hij is ook mede-ontwikkelaar van Bernstein iModes. Als gastdocent geeft hij workshops striptekenen op scholen en treedt regelmatig op als live tekenaar op bijeenkomsten.

## Strips
Als striptekenaar maakt hij De Stripfreak die in BKStrips werd gepubliceerd en daarna in StripGlossy. Hij werkte ook mee aan de integrale uitgave van De Generaal van Peter de Smet bij Uitgeverij Personalia en tekent de spin-off strip Het Generaaltje over de jeugdjaren van De Generaal.
In 2019 nam hij het initiatief om de strip Blook van Johnn Bakker nieuw leven in te blazen met een eigentijdse versie. De comic wordt uitgegeven onder het onafhankelijk striplabel Proton Comics..